# Velký muftí Jeruzaléma

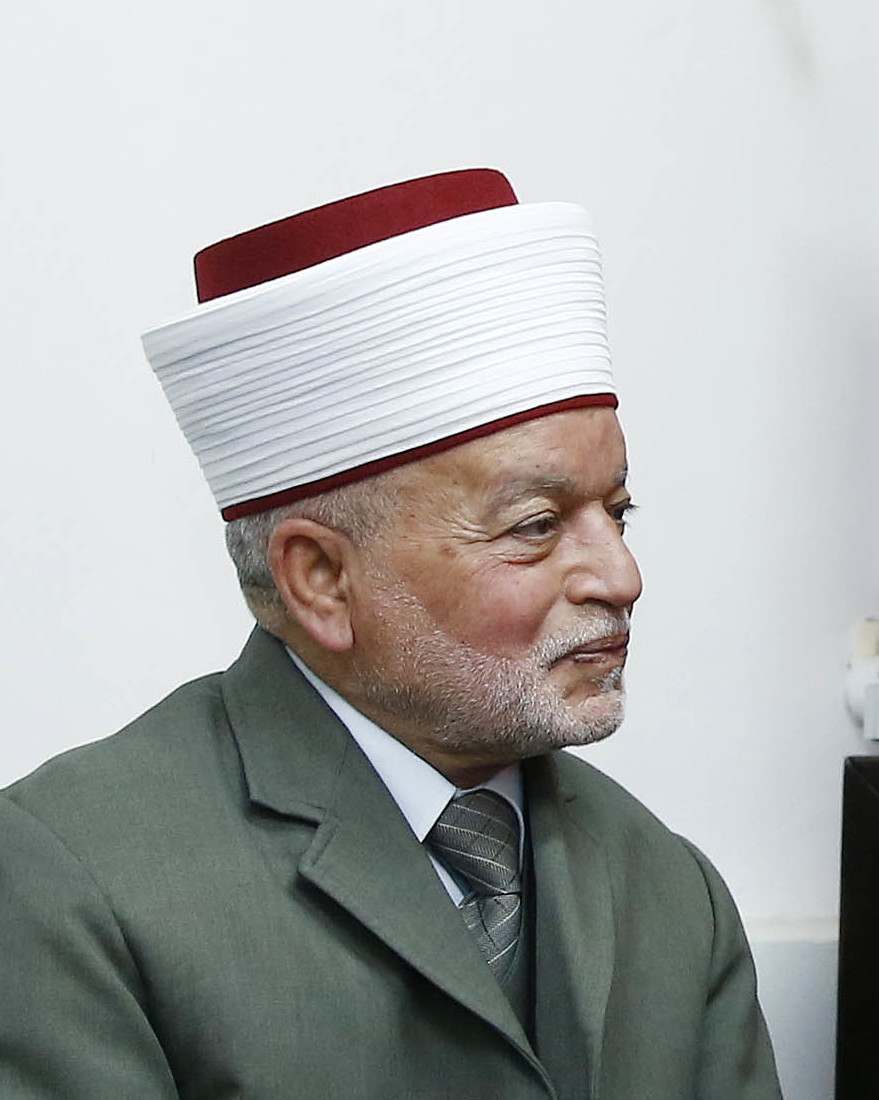
Muhammad Ahmad Husajn, Velký muftí Jeruzaléma (od roku 2006)

Velký muftí Jeruzaléma je ulamá sunnitského islámu, který řídí jeruzalémská svatá místa islámu. Funkce byla zřízena britskou vojenskou správou po porážce Osmanské říše v první světové válce.
Od roku 2006 funkci zastává Muhammad Ahmad Husajn, který byl jmenován palestinským prezidentem Mahmúdem Abbásem.

## Historie
Funkci ustanovili Britové během vojenské správy Jeruzaléma, kterou v letech 1917 až 1920 řídil Ronald Storrs. Poté přešla pod civilní britskou mandátní správu. Britové takto uměle navýšili význam jeruzalémského muftího mezi ostatními.
Prvním Velkým muftím Jeruzaléma byl Kamil al-Husajní. Po jeho smrti v roce 1921 britský vysoký komisař pro Palestinu Herbert Samuel jmenoval do této funkce mladého Amína al-Husajního. Ten brzy poté od britské správy dostal také post předsedy Nejvyšší muslimské rady. Funkce si držel až do poloviny třicátých let. Poté, co v roce 1936 vypuklo arabské povstání v Palestině, Amín al-Husajní, sám palestinský nacionalista, inicioval vznik Vysokého arabského výboru a zapojil se do povstání proti mandátní správě a jišuvu. Následně byl ze všech funkcí odstaven a uprchl do exilu.
V roce 1948, po první arabsko-izraelské válce, obsadilo Západní břeh Jordánu a Východní Jeruzalém Transjordánsko. Král Abdalláh I. následně zakázal Amínovi al-Husajnímu vstup do města. Brzy poté jmenoval Velkým muftím Husáma ad-Dína Džarálláha, který funkci vykonával až do své smrti v roce 1954. Jmenování Velkého muftího se mezitím dostalo do pravomoci jordánského Jeruzalémského islámského vakfu. Jmenován byl Sád al-Alámí. Ten post zasával do své smrti v roce 1993. Následně byl jmenován Sulajmán Džá'bárí, který ale zemřel již v roce 1994.
Po smrti Sulajmána Džá'bárího došlo k schizmatu, jelikož si nárok na jmenování Vekého muftího činil jak jordánský vakf, tak Palestinská autonomie. Palestinská autonomie jmenovala Ikríma Sá'ída Sabrího, Jordánsko zase Abdúla Kádira Abdína. Tato situace vznikla kvůli protichůdnosti řešení náboženských úřadů v mírových dohodách z Osla a v Izraelsko-jordánské mírové smlouvě. Místní muslimská komunita se ale postavila za Sabrího, na co Abdín reagoval v roce 1998 vzdáním se nároku.
V roce 2006 palestinský prezident Mahmúd Abbás odvolal Sabrího a jmenoval Muhammada Ahmada Husajna.

## Seznam představitelů
- Kamil al-Husajní (1918–1921)
- Amín al-Husajní (1921–1948, od roku 1937 v exilu)
- Husám ad-Dín Džarálláh (1948–1954)
- Sád al-Alámí (1954–1993)
- Sulajmán Džá'bárí (1993–1994)
- Abdúl Kádir Abdí (1994–1998, za Jordánsko)
- Ikríma Sá'íd Sabrí (1994–2006, za Palestinskou autonomii)
- Muhammad Ahmad Husajn (od roku 2006)